# Tonarigumi

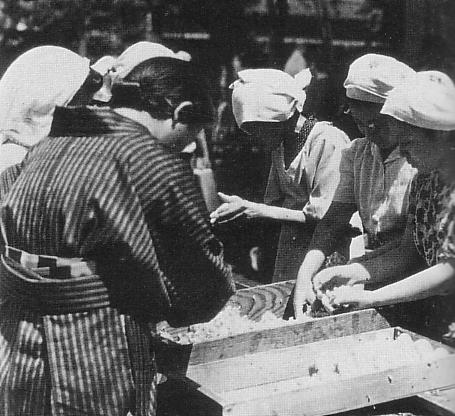
Préparation du riz d'urgence par des femmes d'une tonarigumi.

La tonarigumi (隣組, tonarigumi, « association de voisinage ») était le plus petit type d'unité prévu par le programme de mobilisation nationale mis en place par le gouvernement japonais durant la Seconde Guerre mondiale. Elle consistait en un rassemblement de 10 à 15 familles chargées de prévenir les incendies et d'assurer la défense civile et la sécurité de leur quartier.

## Histoire et développement
Les associations d'entraide de voisinage existaient au Japon depuis avant l'époque d'Edo. Le système fut officialisé le 11 septembre 1940 par l’Association de soutien à l'autorité impériale du ministère japonais des Affaires intérieures dans le gouvernement du Premier ministre Fumimaro Konoe. La participation était obligatoire. Chaque unité était responsable de la distribution des rations de nourriture et de bons du gouvernement, de la prévention de incendies, de la santé publique et de la défense civile. Chaque unité devait aussi assister le mouvement national de mobilisation spirituelle en distribuant la propagande du gouvernement, et en organisant la participation aux rassemblements patriotiques.
La tonarigumi était aussi utile pour la sécurité publique. Un réseau d'informateurs fut établi en relation avec toutes les associations de voisinage avec la tokkō (police spéciale) pour surveiller les infractions possibles aux lois nationales et les comportements politiques ou immoraux suspects.
Des tonarigumi étaient aussi organisées dans les territoires occupés par le Japon, comme le Mandchoukouo, le Mengjiang ou le Gouvernement national réorganisé de la république de Chine et plus tard dans les territoires de l'Asie du Sud-Est avec les mêmes fonctions.
Plus tard pendant la guerre du Pacifique, les tonarigumi reçurent un entraînement militaire basique pour pouvoir alerter de la présence d'avions ennemis au-dessus des villes et de bateaux suspects le long des côtes. Dans les derniers moments de la guerre, il était prévu que les tonarigumi forment une milice secondaire, dans le cas d'une invasion ennemie. Quelques tonarigumi prirent part aux combats au Mandchoukouo, dans le nord de la Corée et à Karafuto.
Officiellement abolie en 1947 par les forces alliées, le système survécut en un certain sens avec les chōnaikai modernes, qui sont des associations de volontaires indépendantes, mais qui ont un statut quasi-gouvernemental qui leur confère une responsabilité limitée dans l'administration et la coordination des activités comme la surveillance de voisinage et les plans d'urgence.